# Boca do Tigre

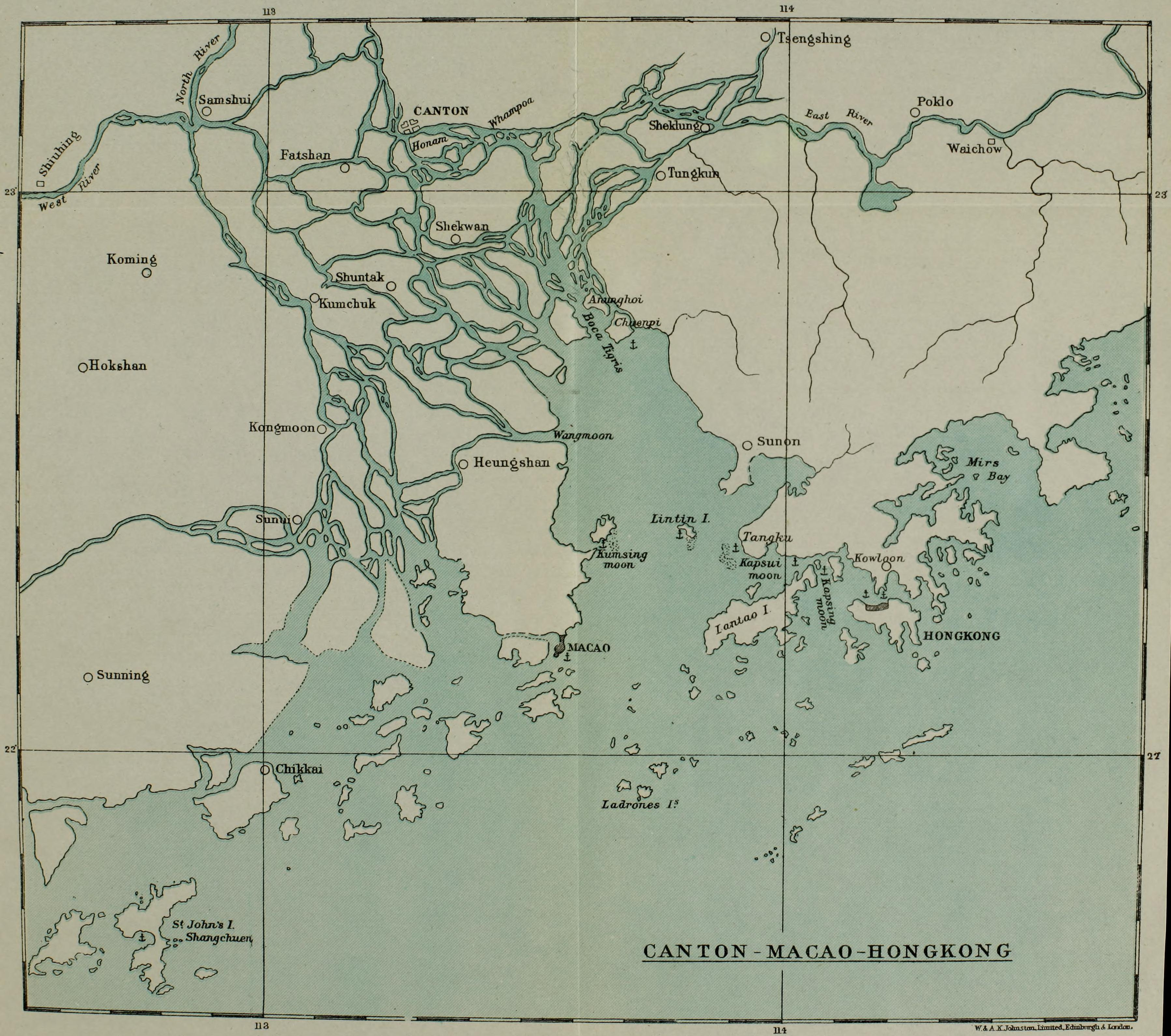
Mapa do delta do rio das Pérolas, mostrando a Boca do Tigre.

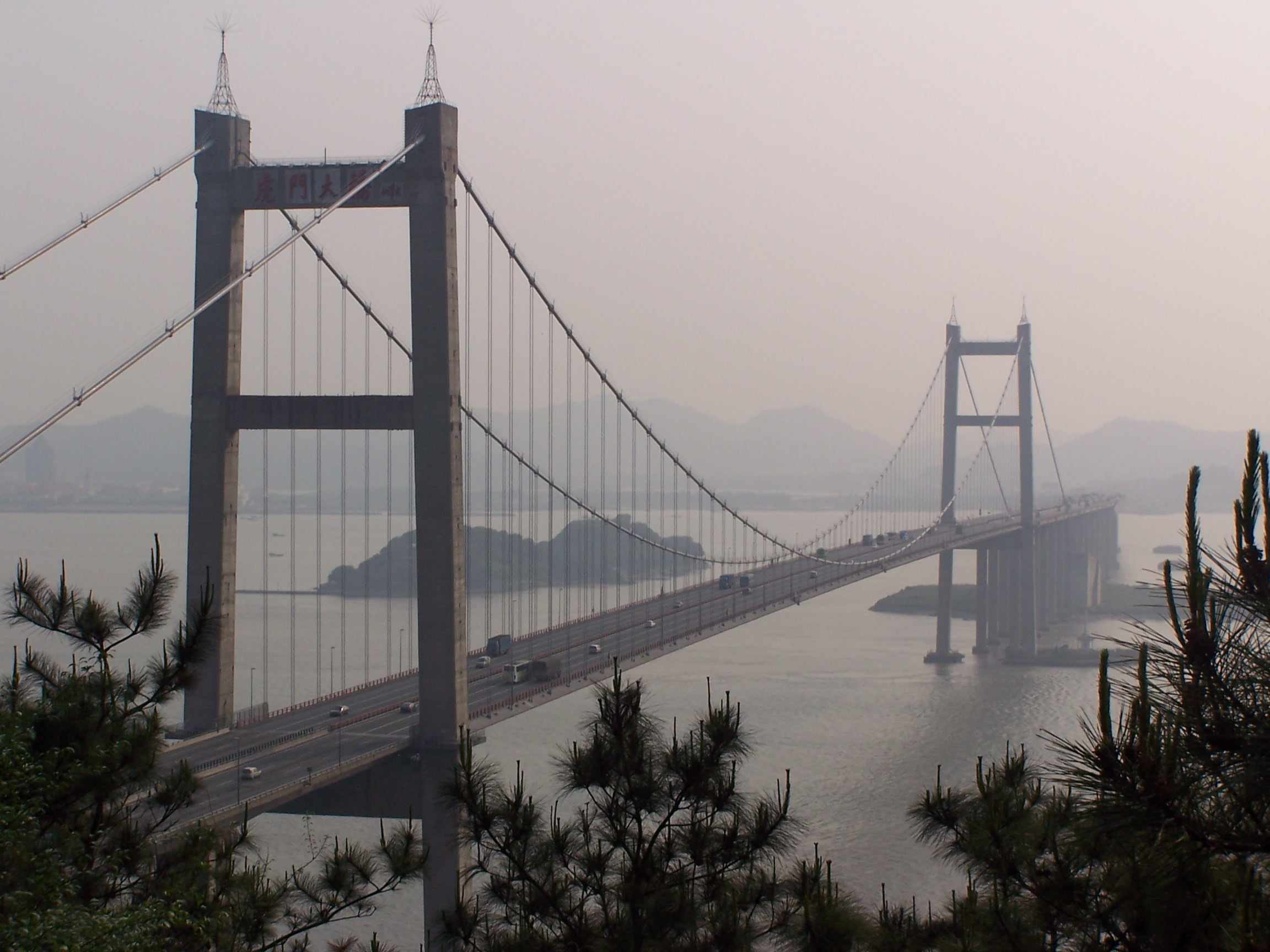
A Ponte de Humen sobre a Boca do Tigre.

Boca do Tigre (chinês tradicional: 虎門, chinês simplificado: 虎门, pinyin: Hǔmén, lit. ‘Portões do Tigre’; em inglês:  Bocca Tigris, Bogue ou Humen) é um curto estreito no delta do Rio das Pérolas que separa as prefeituras de Shiziyang, a norte, e de Lingdingyang, a sul, nas proximidades da cidade de Humen (cidade), Cantão, China, onde o Rio das Pérolas desemboca no Mar do Sul da China. O estreito é formado pelas ilhas de Chuanbi ou Chuenpee (穿鼻) e Aniangxie ou Anunghoy (阿娘鞋, também conhecida como 威远; pinyin: Weiyuan), na margem leste, e de Tycocktow (大角头; pinyin: Dajiaotou), na margem ocidental. Desde 1997, o estreito é atravessado pela Ponte de Humen, uma ponte suspensa de grandes dimensões.

## Descrição
A Boca do Tigre corresponde ao principal canal de descarga do Rio das Pérolas, bordejado por uma extensa rede de canais secundários, na maior parte de águas rasas, que formam um denso conjunto de ilhas, algumas de grandes dimensões. A margem ocidental é ocupada pelo distrito de Nansha da cidade de Guangzhou e a margem oriental pela distrito de Humen da cidade de Dongguan. Na região central da Boca do Tigre localizam-se as ilhas de Hengdang (横档岛) ou de Wangtong.
Devido à sua localização estratégica como acesso marítimo à cidade de Guangzhou e à rica zona do baixo rio das Pérolas, o estreito é desde há muito fortificado. No seu interior e nas suas margens travaram-se algumas importantes batalhas durante a Primeira Guerra do Ópio, incluindo a batalha de Humen (ou batalha do Bogue) em 1841.
Entre as fortalezas do período da Dinastia Qing contam-se o Forte de Weiyuan Fort (威遠炮台) e o Forte de Shajiao (沙角炮台; lit. "forte do canto da areia"), ambos na cidade de Humen, e a fortaleza do Cais de Nansha (新南沙客运港), em Nansha, cerca de 1,6 km a sul da Ponte de Humen.